# Peru na Letnich Igrzyskach Olimpijskich 1960
Peru na Letnich Igrzyskach Olimpijskich 1960 w Rzymie reprezentowało 31 zawodników, którzy wystąpili w 8 konkurencjach. Był to piąty start peruwiańskich sportowców w letnich igrzyskach olimpijskich.
Najmłodszym zawodnikiem, startującym w reprezentacji Peru na igrzyskach w 1960 roku był Eloy Campos (18 lat i 88 dni), a najstarszym - Pedro Puente (53 lata 116 dni).

## Piłka nożna
Mężczyźni
- Gerardo Altuna
- Humberto Arguedas
- Juan Biselach
- Víctor Boulanger
- Javier Cáceres
- Eloy Campos
- Herminio Campos
- Hugo Carmona
- Héctor de Guevara
- Daniel Eral
- Alberto Gallardo
- Alejandro Guzmán
- Tomás Iwasaki
- Teodoro Luña
- Nicolas Nieri
- Alberto Ramírez
- Jaime Ruiz
- Carlos Salinas
- Ángel Uribe

## Strzelectwo
Mężczyźni
- Luis Albornoz
- Carlos Cedron
- Guillermo Cornejo
- Eduard de Atzel
- Enrique Dibos
- Pedro García
- Carlos Lastarria
- Pedro Puente
- Rubén Váldez
- Antonio Vita

## Wioślarstwo
Mężczyźni
- Estuardo Masías
- Víctor Puente